# Umkehrung der Steuerschuldnerschaft (Deutschland)
Die Umkehrung der Steuerschuldnerschaft (englisch reverse charge, dt. auch Steuerschuldumkehr) ist eine Spezialregelung im Umsatzsteuerrecht, nach der nicht der leistende Unternehmer, sondern der Leistungsempfänger die Umsatzsteuer zu entrichten hat.

## Grundsatz
Im Regelfall muss der Leistende die Umsatzsteuer an das Finanzamt entrichten. Der Leistungsempfänger kann die gezahlte Umsatzsteuer als Vorsteuer geltend machen, sofern er Unternehmer ist und die übrigen Voraussetzungen für den Vorsteuerabzug gegeben sind.
Bei der Umkehrung der Steuerschuldnerschaft geht bei bestimmten Leistungen die Steuerschuldnerschaft auf den Leistungsempfänger über.

## Voraussetzungen
Die Umkehrung der Steuerschuldnerschaft ist in § 13b UStG geregelt. Demnach geht bei bestimmten Leistungen die Steuerschuldnerschaft auf den Leistungsempfänger über, sofern dieser im Sinne des Umsatzsteuergesetzes Unternehmer ist.
Sie gilt für folgende Leistungen an Unternehmer:
- Werklieferungen in Deutschland eines im Ausland ansässigen Unternehmers (§ 13b Abs. 2 Nr. 1 1. Alt. UStG),
- Sonstige Leistungen eines im Ausland ansässigen Unternehmers (§ 13b Abs. 2 Nr. 1 2. Alt. UStG), wenn die Leistungen in Deutschland steuerpflichtig sind. Der ausländische Unternehmer hat hierbei seine Umsatzsteuer-Identifikationsnummer zu verwenden, sofern er in der Europäischen Union ansässig ist.
- Lieferungen sicherungsübereigneter Gegenstände außerhalb des Insolvenzverfahrens (§ 13b Abs. 2 Nr. 2 UStG)
- Umsätze, die unter das Grunderwerbsteuergesetz fallen (§ 13b Abs. 2 Nr. 3 UStG)
- Bauleistungen, wenn der Leistungsempfänger selbst nachhaltig Bauleistungen erbringt (§ 13b Abs. 2 Nr. 4 UStG) Bauleistungen sind nach dieser Vorschrift: Werklieferungen und sonstige Leistungen, die der Herstellung, Instandsetzung, Instandhaltung, Änderung oder Beseitigung von Bauwerken dienen, mit Ausnahme von Planungs- und Überwachungsleistungen.
- Lieferung von Gas über das Erdgasnetz oder von Elektrizität durch im Ausland ansässige Unternehmer (§ 13b Abs. 2 Nr. 5a UStG)
- Lieferung von Gas über das Erdgasnetz oder von Elektrizität an Unternehmer, die Wiederverkäufer sind (§ 13b Abs. 2 Nr. 5b UStG)
- Übertragung von Emissionsrechten (§ 13b Abs. 2 Nr. 6 UStG)
- Lieferung von Altmetallen und Schrott im Sinne der Anlage 3 zu § 13 b UStG (§ 13b Abs. 2 Nr. 7 UStG)
- Reinigung von Gebäuden und Gebäudeteilen, wenn der Leistungsempfänger selber derartige Leistungen erbringt (§ 13b Abs. 2 Nr. 8 UStG)

- Lieferung von Gold (in festgelegten Qualitäten) (§ 13b Abs. 2 Nr. 9 UStG)
- Lieferungen von Mobilfunkgeräten, Tablet-Computern und Spielekonsolen sowie von integrierten Schaltkreisen vor Einbau in einen zur Lieferung auf der Einzelhandelsstufe geeigneten Gegenstand, wenn der Wert innerhalb eines wirtschaftlichen Vorgangs mindestens 5.000 Euro beträgt (§ 13b Abs. 2 Nr. 10 UStG)
- Lieferung von edlen, unedlen Metallen und Metallhalberzeugnissen gemäß Anlage 4 zum Umsatzsteuergesetz, wenn der Wert innerhalb eines wirtschaftlichen Vorgangs mindestens 5.000 Euro beträgt (§ 13b Abs. 2 Nr. 11 UStG).

Der Leistende darf in diesen Fällen in seiner Rechnung keine Umsatzsteuer ausweisen. Stattdessen hat der Leistungsempfänger die Umsatzsteuer beim für ihn zuständigen Finanzamt anzumelden. Soweit der Leistungsempfänger zum Vorsteuerabzug berechtigt ist, kann er in Höhe der auf ihn übergegangenen Steuerschuld entsprechend Vorsteuer geltend machen.

## Zielsetzung
Das Verfahren führt zu einer Vereinfachung des Steuerverfahrens für die Finanzbehörden und dient der Bekämpfung der Steuerverkürzung im Bereich der Umsatzsteuer.
Es soll ein sogenannter Karussellbetrug erschwert werden. Beim Reverse-Charge-Verfahren besteht die Gefahr, dass der Betrug sich auf die Ebene des Einzelhandels verlagert. Deshalb erfordert es umfangreiche Berichtspflichten für Unternehmen, die nach Ansicht der EU-Kommission die Verwaltungskosten um etwa 40 Prozent erhöhen können.

## Vor- und Nachteile für die beteiligten Unternehmer
Der Leistende muss keine Umsatzsteuer ausweisen und bis zur Bezahlung durch den Leistungsempfänger vorfinanzieren.
Der Leistungsempfänger hat Vorteile, da er die an den Leistenden gezahlte Umsatzsteuer nicht bis zur Erstattung durch die Finanzverwaltung vorfinanzieren muss oder im Vorsteuervergütungsverfahren die Erstattung beantragen muss.
Für den Leistenden besteht jedoch die Gefahr, dass er fälschlicherweise die Umkehrung der Steuerschuldnerschaft annimmt und damit keine Umsatzsteuer ausweist und vom Leistungsempfänger erhält. Für den Leistungsempfänger besteht dagegen das Risiko, dass er die Umkehr der Steuerschuldnerschaft übersieht und keinen Vorsteuerabzug für die fälschlicherweise in Rechnung gestellte Umsatzsteuer geltend machen kann.
Bei internationalen Sachverhalten ähnelt das Verfahren dem Innergemeinschaftlichen Erwerb. Diesem geht jedoch keine der oben genannten Leistungen, sondern eine Innergemeinschaftliche Lieferung, die umsatzsteuerfrei ist, voraus. Das Verfahren unterscheidet sich jedoch grundlegend vom Reverse-Charge-Verfahren.

## Entwicklung
Das Reverse-Charge-Verfahren wird bislang von einigen weiteren Staaten der Europäischen Union im Zusammenhang mit innergemeinschaftlichen Werkleistungen und Werklieferungen angewandt. Die von z. B. Deutschland und Österreich angestrebte Ausweitung des Verfahrens wurde jedoch von der Europäischen Kommission blockiert. Im Juli 2012 schlug die Kommission dann die Einführung eines „Quick Reaction Mechanism“ vor, der es Mitgliedsstaaten ermöglichen soll, bei Feststellung von erheblichem Umsatzsteuerbetrug innerhalb eines Monats für einen begrenzten Zeitraum das Reverse-Charge-Verfahren für bestimmte Produkte oder Dienstleistungen einzuführen. Die dafür notwendige Änderung der Mehrwertsteuerrichtlinie hat der Rat der Europäischen Union am 22. Juli 2013 mit Richtlinien 2013/42/EU und 2013/43/EU vorgenommen.